# Alastair Bruce
Ne doit pas être confondu avec Alastair Bruce (5e baron Aberdare).
Alastair Andrew Bernard Reibey Bruce de Crionaich, né le 25 juin 1960, est un général de la réserve militaire britannique.

## Biographie
D'ascendance noble écossais, élève de l'école de Milton Abbey et de l'académie royale militaire de Sandhurst, il entre en tant qu'officier dans les Scots Guards en 1979.
Décoré pour service pendant le conflit nord-irlandais et les guerres des Malouines et d'Irak, Bruce est nommé commandant des Territorial Army (TA) Media Operations puis officier général commandant de la 3e division d'infanterie. Bruce est ensuite colonel honoraire des London Scottish.
Nommé depuis 2012 Deputy Lieutenant du Grand Londres, Bruce fut gouverneur du château d’Édimbourg de 2019 à 2024.

## Liens externes

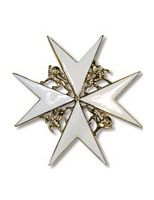
Étoile du chevalier de Saint-Jean (KStJ)